# Бургос – Ов'єдо
Бургос – Ов'єдо – газопровід в Іспанії.
В середині 1980-х спорудили трубопровід Аро – Альхете, що створило передумови для подачі ресурсу до промислового району Ов'єдо. Для цього в 1988 році спорудили трубопровід від Бургосу довжиною 298 кілометрів, який складається із двох ділянок – довжиною 140 кілометрів та діаметром 400 мм до Віллапрезенте та завдовжки 158 кілометрів з діаметром 300 мм від Віллапрезенте до Ов'єдо. Від Віллапрезенте на схід прямує відгалуження до Сантандеру, виконане в діаметрі 300 мм. Робочий тиск газопроводу становить 7,2 МПа.
Наприкінці 1990-х до Ов'єдо  по трубопроводу Альмендралехо – Ов'єдо подали ресурс з газового хабу у Кордові, а в 2012-му поблизу Ов'єдо почав роботу термінал для імпорту ЗПГ Ель-Мюсел, що створило можливість для реверсування напрямку руху від Ов'єдо на схід.